# Malachiini
A Malachiini  a bogarak (Coleoptera) rendjébe  valamint a sziklaibogár-félék (Melyridae) családjába tartozó nemzetség.

## Rendszerezés
A nemzetségbe az alábbi nemek tartoznak:
- Ablechrus
- Anthocomus
- Anthomalachius
- Attalus
- Attalusinus
- Axinotarsus
- Brachemys
- Collops
- Cephalogonia
- Cephaloncus
- Cerapheles
- Ceratistes
- Charopus
- Clanoptilus
- Condylops
- Cordylepherus
- Cyrtosus
- Ebaeus
- Endeodes
- Fortunatius
- Haplomalachius
- Hypebaeus
- Ifnidius
- Malachiomimus
- Malachius
- Micrinus
- Microlipus
- Nepachys
- Nodopus
- Paratinus
- Pelochrus
- Planesiella
- Protoapalochrus
- Psiloderes
- Sphinginus
- Tanaops
- Temnopsophus
- Transvestitus
- Troglops
- Trophinus